# Дмитрівська сільська рада (Києво-Святошинський район)
| Дмитрівська сільська рада — колишній орган місцевого самоврядування у Києво-Святошинському районі Київської області з адміністративним центром у с. Дмитрівка. Історична дата утворення: в липні 1992 року. Водоймища на території, підпорядкованій даній раді: озера Піщане, Кулішове, Гай, Чорний ліс, Любительське. Сільській раді були підпорядковані населені пункти: - с. Дмитрівка - с. Капітанівка - с. Мила |

## Склад ради
Рада складалася з 22 депутатів та голови.
| № п/п | Прізвище,ім”я по батькові           | Місце роботи,посада                                                                                          |
| 1     | Атрощенко Поліна Валентинівна       | Приватний підприємець                                                                                        |
| 2     | Березнюк Микола Володимирович       | Не працює |
| 3     | Буцій Ольга Ярославівна             | Дмитрівська ЗОШ, учитель                                                                                     |
| 4     | Гоменюк Наталія Володимирівна       | ТОВ «Дмитрівка комунсервіс», директор                                                                        |
| 5     | Данченко Сергій Костянтинович       | Боярська ЗОШ № 5, лаборант                                                                                   |
| 6     | Дехтяр Марина Михайлівна            | Національний транспортний університет еклектронної та обчислювальної техніки, ассистент викладача            |
| 7     | Збанацька Алла Андріївна            | Не працює |
| 8     | Зіневич Ірина Леонідівна            | Дмитрівська мед амбулаторія, реєстратор                                                                      |
| 9     | Кашхчян Любов Миколаївна            | Дмитрівська сільська рада, секретар                                                                          |
| 10    | Коваленко Олександр Вікторович      | ТОВ”Снайпер-1”, директор                                                                                     |
| 11    | Корнейчук Роман Васильович          | ТОВ "Масхолод", водій                                                                                        |
| 12    | Красьоха Василь Юрійович            | Ірпінське лісництво, робітник лісогосподарських робіт                                                        |
| 13    | Куліш Світлана Петрівна             | Дмитрівська сільська рада, спеціаліст з питань паспортної роботи та реєстрації фізичних осіб                 |
| 14    | Кучер Вячеслав Анатолійович         | Київська обласна адміністрація, керівник апарату                                                             |
| 15    | Литвиненко Дмитро Юрійович          | Приватний підприємець                                                                                        |
| 16    | Мусульманкулов Іскандар Шозафарович | ТОВ «Екол логістік», водій                                                                                   |
| 17    | Приймак Віктор Сергійович           | ТОВ "Олсервіс", монтажник-наладчик                                                                           |
| 18    | Романюк Лідія Петрівна              | ДП «ДГ»Дмитрівка», продавець                                                                                 |
| 19    | Семенюк Андрій Васильович           | Приватний підприємець                                                                                        |
| 20    | Скиба Ніна Антонівна                | Милівська сільська бібліотека, бібліотекар                                                                   |
| 21    | Федосюк Олена Володимирівна         | Укрпошта, оператор                                                                                           |
| 22    | Шпак Валентина Володимирівна        | Києво-Святошинський районний центр соціальних служб для сім»ї, дітей та молоді, фахівець у соціальній роботі |

### Сільський голова
| ПІБ                   | Відомості                                                      | Дата обрання | Підстава                                   |
| --------------------- | -------------------------------------------------------------- | ------------ | ------------------------------------------ |
| Дідич Тарас Тарасович | Обраний головою Дмитрівської сільської ради народних депутатів | 12.07.1994   | Рішення 1 сесії ХХІІ скликання 12.07.1994  |
| Дідич Тарас Тарасович | Обраний Дмитрівським сільським головою                         | 14.04.1998   | Рішення 1 сесії ХХІІІ скликання 14.04.1998 |
| Дідич Тарас Тарасович | Обраний Дмитрівським сільським головою                         | 11.04.2002   | Рішення 1 сесії скликання 11.04.2002       |
| Дідич Тарас Тарасович | Обраний Дмитрівським сільським головою                         | 12.04.2006   | Рішення 1 сесії скликання 12.04.2006       |
| Дідич Тарас Тарасович | Обраний Дмитрівським сільським головою                         | 10.11.2010   | Рішення 1 сесії скликання 10.11.2010       |
| Дідич Тарас Тарасович | Обраний Дмитрівським сільським головою                         | 04.11.2015   | Рішення 1 сесії скликання 04.11.2015       |

Примітка: таблиця складена за даними джерела

## Пам'ятки
В адміністративних межах Дмитрівської сільської ради розташований лісовий заказник місцевого значення «Гореницький».